# Kangundo
Kangundo – miasto w Kenii, w hrabstwie Machakos. W 2019 liczyło 10,3 tys. mieszkańców.